# 脇坂安種
脇坂 安種（わきざか やすたね）は、江戸時代中期の旗本。

## 略歴
正徳2年（1712年）、脇坂安利の長男として誕生した。
元文4年（1739年）3月6日、旗本領2,000石を継承、4月11日に8代将軍・徳川吉宗に拝謁。延享2年（1745年）閏12月16日に小姓組番士となった。
寛延元年（1748年）12月13日、死去。享年37。遺領は養子の安親（堀田正陳の四男）が相続したが、安親は後に播磨国龍野藩脇坂家を継承し、旗本脇坂家は絶家となった。